# Serpent arc-en-ciel
Pour les articles homonymes, voir Arc-en-ciel (homonymie).
 (mars 2024).
Si vous disposez d'ouvrages ou d'articles de référence ou si vous connaissez des sites web de qualité traitant du thème abordé ici, merci de compléter l'article en donnant les références utiles à sa vérifiabilité et en les liant à la section « Notes et références ».

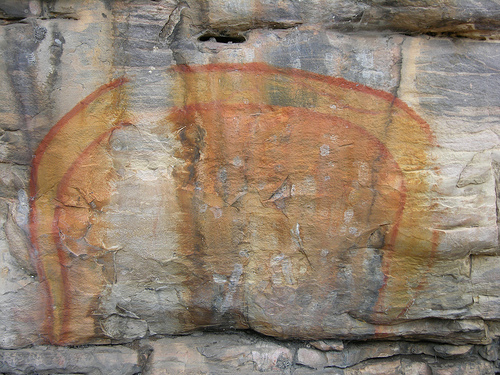
Peinture aborigène représentant le serpent arc-en-ciel

Le Serpent arc-en-ciel ou Ndjamulji appelé aussi Waagal, Wagyl ou Yurlungur est un être mythologique important pour le peuple aborigène d'Australie.
En Australie et en Nouvelle-Zélande, il existe plusieurs  types de dragons. Ces dragons sont des créatures qui vivent souvent près de  l’eau. Le Serpent arc-en-ciel baptisé Ngalyod est l’un de ces serpents-dragons  vénérés depuis plus de 10 000 ans par les Aborigènes.
Il est considéré comme l'habitant permanent des puits et contrôle ainsi l'eau, la source de vie la plus précieuse. Parfois imprévisible, c'est le Serpent arc-en-ciel qui rivalise avec l'implacable soleil, pour reconstituer les réserves d'eau. Ce combat épique est décrit dans le Temps du rêve.
C'est donc un protecteur bienfaiteur de son peuple, mais il peut aussi punir ceux qui enfreignent la loi. Il donne et reprend la vie. La mythologie du Serpent arc-en-ciel est étroitement liée à la terre, à l'eau, à la vie, aux relations sociales et à la fertilité. Il existe de nombreuses histoires associées au Serpent arc-en-ciel, ce qui traduit l'importance de cet être mythique dans les traditions aborigènes.
Pour le nomade aborigène marchant dans le bush, le serpent est un signe de la Terre indiquant un point d'eau proche et l'arc-en-ciel est un signe du Ciel indiquant une pluie récente dans cette direction. Tous deux étant des signes bénéfiques.
Des études ont été menées pour identifier si le mythe se réfère à une espèce existante de serpents.